# ساشا تشورتشيتش
ساشا تشورتشيتش (بالصربية: Саша Ћурчић)‏ هو لاعب كرة قدم صربي في مركز الوسط، ولد في 14 فبراير 1972 في بلغراد في صربيا. شارك مع منتخب يوغوسلافيا لكرة القدم. أما مع النوادي، فقد لعب مع أستون فيلا وبولتون واندررز وكريستال بالاس ونادي أو إف كيه بيوغراد ونادي أوبليتش ونادي بارتيزان ونادي ماذرويل ونيويورك ريد بولز.

## وصلات خارجية
- ساشا تشورتشيتش على موقع الاتحاد الدولي (مؤرشف)  (الإنجليزية)
- ساشا تشورتشيتش على موقع الدوري الأمريكي (الإنجليزية)
- ساشا تشورتشيتش على موقع قاعدة بيانات كرة القدم.إي يو (الإنجليزية)
- ساشا تشورتشيتش على موقع ناشيونال فوتبول تيمز (الإنجليزية)
- ساشا تشورتشيتش على موقع Soccerbase.com (لاعب) (الإنجليزية)
- ساشا تشورتشيتش على موقع عالم كرة القدم.نت (الإنجليزية)